# グリセロールデヒドロゲナーゼ
グリセロールデヒドロゲナーゼ（glycerol dehydrogenase）は、次の化学反応を触媒する酸化還元酵素である。
グリセロール + NAD+ {\displaystyle \rightleftharpoons } ジヒドロキシアセトン + NADH + H+
反応式の通り、この酵素の基質はグリセロールとNAD+で、生成物はジヒドロキシアセトンとNADHとH+である。
組織名は、glycerol:NAD+ 2-oxidoreductaseである。別名にglycerin dehydrogenaseおよびNAD+-linked glycerol dehydrogenaseがある。